# Réserve nationale de Paracas

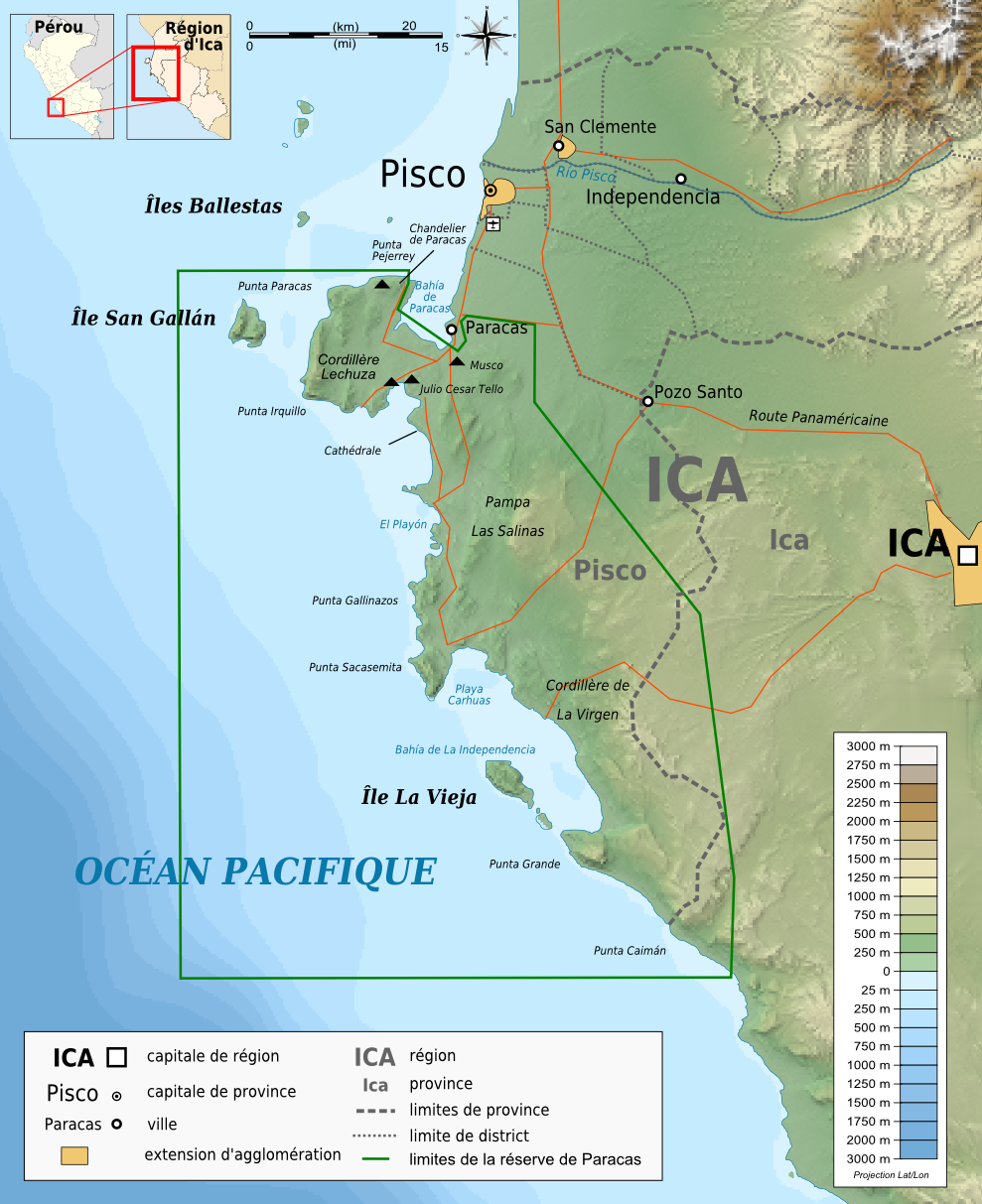
Carte de la réserve.

La réserve nationale de Paracas est une zone protégée depuis 1975 située dans la province de Pisco au Pérou. La réserve fut créée afin de protéger les diverses espèces floristiques et fauniques qui vivent en milieu aquatique ainsi que dans le désert de Paracas.
Située dans une des zones les plus désertiques de la côte péruvienne, la réserve s’étend sur une superficie de 335 000 hectares dont  217 594 sont situés dans l’océan Pacifique. La péninsule de Paracas se trouve dans une zone maritime exceptionnellement riche où les courants marins extrêmement froids produisent une grande abondance de plancton servant à nourrir les poissons, les crustacés et les mollusques.
La réserve est également un site Ramsar depuis 1992 pour l'importance de ses zones humides et reconnue zone importante pour la conservation des oiseaux.

## Climat
En février et en août, la température est respectivement de 22 °C et de 15,5 °C tandis que la moyenne annuelle est de 18,7 °C. Les précipitations y sont faibles, la moyenne étant de 1,83 mm par année. L’humidité relative est de 82 %.
Les vents dominants proviennent du sud et du sud-ouest et sont d’une vitesse moyenne de 14,9 km/h. Les vents les plus forts atteignent des vitesses allant jusqu’à 32 km/h.

## Caractéristiques de la mer
Les microcourants marins favorisent l’affluence du plancton lequel attire quantité de poissons, d’espèces différentes et de pisciculteurs. D’ailleurs, l’affleurement de Paracas est un des 9 plus importants du monde. Ses courants ascendants transportent les nutriments du fond marin qui fertilisent les eaux superficielles et entrainent une surproduction de phytoplancton. Ces conditions conduisent à une haute productivité primaire, c’est-à-dire une grande quantité de matière organique fixée par photosynthèse.

## Le biote

### La faune
Les milieux côtiers de la réserve sont propices à la conservation et à la reproduction des nombreuses espèces d’oiseaux sédentaires et migratoires.
Parmi les espèces les plus communes se trouvent entre autres les pélicans, le goéland gris (Larus modestus), la sterne inca (Larosterna inca), le bec en ciseaux noir (Rynchops niger ou nigra), le pluvier argenté (Pluvialis squatarola), le cormoran de Gaimard (Phalacrocorax gaimardi), le cormoran de Bougainville (Phalacrocorax bougainvilli), le condor des Andes (Vultur gryphus), le manchot de Humboldt (Spheniscus humboldti), le flamant du Chili (Phoenicopterus chilensis) ainsi que le fou de Bassan (Morus bassanus).
La zone maritime comprend plusieurs types de poissons dont l'Etropus extenes (nl)[réf. nécessaire], l'Odontesthes regia, le Mustelus whitneyi, la bonite du Pacifique oriental (Sarda chilensis), la raie, la sardine et l’anchois du Pérou (Engraulis ringens).
Dans cette réserve, les principaux mammifères sont l’otarie à crinière ou le lion marin (Otaria flavescens), l'otarie à fourrure australe (Arctocephalus australis), le dauphin commun à bec court (Delphinus delphis) et la loutre marine (Lontra felina).
La réserve est aussi peuplée de tortues luth (Dermochelys coriacea) et de tortues vertes (Chelonia mydas), de reptiles tels que les lézards Microlophus et les geckos Phyllodactylus, de pieuvres, de calmars (Loligo gahi), de palourdes, de crustacés comme le crabe fantôme (Ocypode gaudichaudii), de crabes (Platyxantus orbigny) et d’emeritas (Emerita analoga).

### La flore
Dans cette zone de l’océan Pacifique, la flore marine est riche en phytoplanctons et en algues. Selon les recherches effectuées, plus de 250 espèces d’algues ont été comptabilisées dont les algues Gigartina chamissoi et Grapeloupia doryphora, la laitue de mer (Ulva fasciata ou costata) et l’algue Macrocystis integrifolia.
La flore terrestre compte peu d’espèces étant donné l’extrême aridité du désert. Cependant, il existe certains secteurs du désert qui reçoivent un apport constant en brume côtière et où se développent de petits groupements de lichens, de tillandsias, de morelles et d'oxalis. La partie nord de la réserve inclut de vastes zones recouvertes de Distichlis spicata et une petite forêt de Geoffroea decorticans.

## Le Chandelier de Paracas
Le Chandelier de Paracas, situé au nord-ouest de la baie de Paracas, est un géoglyphe long de 120 mètres aussi nommé « Tres Cruces » (Trois Croix) ou « Tridente » (Trident). Le Chandelier est gravé dans un rocher de couleur crème, mais est principalement couvert de sable. Le sable n’arrive jamais à effacer complètement la figure étant donné que les vents balaient l’excédent de sable.
Il circule plusieurs théories qui expliqueraient la réalisation du géoglyphe. Certains pensent que le Chandelier est en relation avec les lignes de Nazca et de Pampas de Jumana. D’autres pensent que des pirates auraient pu le construire pour s’orienter étant donné que la figure est visible de loin.
Les circuits touristiques organisés à destination des Îles Ballestas, situées tout près, permettent généralement d’observer le Chandelier depuis la mer.

## La Cathédrale

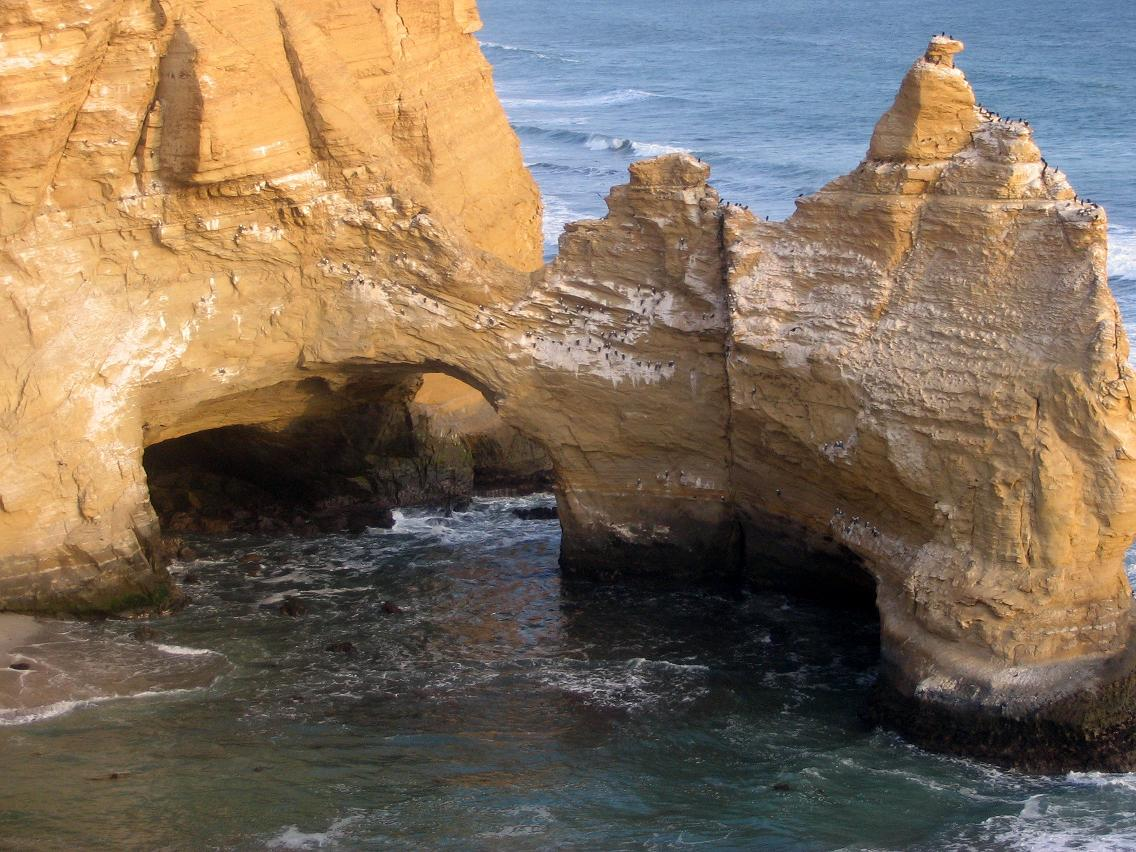
La structure avant l'effondrement de l'arc.

La Cathédrale était une imposante formation rocheuse façonnée par l’érosion marine et éolienne au fil du temps. Sa forme concave rappelait les coupoles de cathédrales. À l’intérieur de ses parois demeuraient quelques loutres marines (Lontra felina) ainsi que des oiseaux marins.
Considérée comme faisant partie du patrimoine mondial, la Cathédrale était une des formations naturelles péruviennes les plus photographiées et diffusées. Le 15 août 2007, la structure s’effondra durant un tremblement de terre de magnitude 7,9 sur l’échelle de Richter dont l’épicentre était situé non loin de la ville de Pisco. Les restes de la structure se retrouvent entre les plages de Yumaque et de Supay.[réf. nécessaire]

### Sources
- (en) World Database on Protected Areas
- (es) Áreas Protegidas en Perú